# 3-as busz (Miskolc)
A miskolci 3-as buszjárat a Búza teret Szirma településrésszel köti össze.

## Története
- 1951–1965?: Forgó-híd – Szirma
- 1965?: Béke tér/Búza tér – Szirma (1977-ig egyes járatai a Vasgyárig közlekedtek.)

A Berekkert megállót az 1990-es években, azonos nevű lakónegyed kiépülése után, lakossági igényre több lépcsőben építették meg.
Korábban a Szirmai TSZ irodájáig közlekedett reggel és délben néhány járat, ám a dolgozói létszám csökkenése miatt ez megszűnt.
2007-ben kb. 30 méterrel áthelyezték a Mohostó utcai megállót, miután az önkormányzat egy telket parkká alakított.
2020. szeptember 13-tól az Y híd építkezési munkálatai miatt ideiglenesen új útvonalon közlekedett (Búza tér - Tiszai pályaudvar).
2021. május 16-tól az Y híd további munkálatai miatt ismételten új útvonalon közlekedett (Búza tér - Tiszai pályaudvar - Szinva utca - Fonoda utca - Csokonai Vitéz Mihály utca).
2021. június 16-tól megállt a Szinva utca megállóban is.
2022. december 13-tól rövid ideig az eredeti, Y híd előtti útvonalán közlekedett, egyes járatoknak viszont Szirma helyett a Joyson volt a végállomásuk, illetve a Búza tér irányába a Vörösmarty városrész és a Szinvapark megállóhely érintésével közlekedett.
2022. december 25-től utaskérésre ismételten Selyemrét és a Tiszai pályaudvar érintésével közlekedik, valamint az egyes járatai a Repülőtér/BOSCH végállomásig közlekednek a Bosch vállalatcsoport munkarendjéhez igazodva. 
A két végállomás közti távot 16-19 perc alatt teszi meg.

## Követési ideje
Hétköznap csúcsidőben reggel 12-20 percenként,délután 15 percenként,csúcsidőn kívül ,pedig fél óránként közlekedik.
Hétvégén délelőtt félóránként,további időszakokban óránként közlekedik.

## Útvonala
| Búza tér – Szirma | Szirma – Búza tér |
| --- | --- |
| - Búza tér - Zsolcai kapu - Soltész Nagy Kálmán utca - Bajcsy-Zsilinszky utca - Baross Gábor út - Pfaff Ferenc utca - Kisfaludy Károly utca - Miskolci utca - Szirma | - Szirma - Erkel Ferenc utca - Mohostó utca - Miskolci utca - Kisfaludy Károly utca - Pfaff Ferenc utca - Baross Gábor út - Soltész Nagy Kálmán utca - Bajcsy-Zsilinszky utca - Zsolcai kapu - Búza tér |

## Megállóhelyei
| 3 (Búza tér – Szirma)                              | 3 (Búza tér – Szirma) | 3 (Búza tér – Szirma)            | 3 (Búza tér – Szirma) | 3 (Búza tér – Szirma) | 3 (Búza tér – Szirma)                                                 | 3 (Búza tér – Szirma)                                                                                        | 3 (Búza tér – Szirma) |
| Perc (↓)                                           | Perc (↓)              | Megállóhely                      | Perc (↑)              | Perc (↑)              | Átszállási kapcsolatok                                                | Létesítmények                                                                                                |                       |
| -------------------------------------------------- | --------------------- | -------------------------------- | --------------------- | --------------------- | --------------------------------------------------------------------- | --- | --------------------- |
| A zöld hátterű megállókat napi 3-3 indulás érinti! |                       |                                  |                       |                       |                                                                       | |                       |
| -10                                                | -10                   | Repülőtér/BOSCH                  | +11                   | +11                   | 3A, 8, 12, 20, 24, 36, 54, 240                                        | Repülőtér, Autóbusz-állomás, Szentpéteri kapui temető, OBI Áruház, Robert Bosch Park, Miskolci Nagybani Piac |                       |
| -9                                                 | -9                    | Napsugár otthon                  | +9                    | +9                    | 3A, 12, 20, 24, 36, 54                                                | Őszi Napsugár Otthon, Miskolci Rendészeti Szakközépiskola, TESCO Áruház, Stop Shop                           |                       |
| -7                                                 | -7                    | Megyei Kórház                    | +8                    | +8                    | 3A, 12, 20, 24, 36, 54                                                | Megyei Kórház, József Attila Könyvtár                                                                        |                       |
| -5                                                 | -5                    | Levente vezér utca               | +6                    | +6                    | 12, 20, 36, 54                                                        | |                       |
| -4                                                 | -4                    | Álmos utca                       | +5                    | +5                    | 12, 20, 36, 54                                                        | |                       |
| -3                                                 | -3                    | Szeles utca                      | +3                    | +3                    | 12, 20, 36, 54                                                        | Miskolc Plaza, Macropolis épületkomplexum                                                                    |                       |
| 0                                                  | 0                     | Búza tér végállomás              | 22                    | 27                    | 1, 3A, 4, 7, 11, 20, 20A, 20B, 24, 28, 32, 43, 44, 45, 101B Volánbusz | Búza téri távolsági és helyközi buszállomás, Belváros, Miskolc Plaza, Megyei Rendőr-főkapitányság            |                       |
| 1                                                  | 1                     | Búza tér / Zsolcai kapu          | 21                    | 26                    | 1, 3A, 4, 7, 32, 101B                                                 | Búza téri távolsági és helyközi buszállomás, Belváros, Miskolc Plaza, Megyei Rendőr-főkapitányság            |                       |
| 3                                                  | 3                     | Bajcsy-Zsilinszky út             | 20                    | 25                    | 1, 1A, 2 1, 3A, 4, 7, 101B                                            | Bláthy Ottó Villamosipari Technikum, Andrássy Gyula Szakközépiskola                                          |                       |
| 5                                                  | 5                     | Selyemrét                        | 17                    | 22                    | 1, 1A, 2 3A, 7, 21, 30, 31, 101B, Auchan 1                            | Vízügyi Igazgatóság                                                                                          |                       |
| 6                                                  | 6                     | Tiszai pályaudvar                | 15                    | 20                    | 1, 1A, 2 1, 3A, 8, 21, 30, 31, 101B                                   | |                       |
| 7                                                  | 7                     | Y-híd                            | 14                    | 19                    | 3A                                                                    | |                       |
| 8                                                  | 8                     | Balassa utca                     | 13                    | 18                    | 3A                                                                    | |                       |
| 9                                                  | 9                     | Martinkertváros kp.              | 12                    | 17                    |                                                                       | |                       |
| 10                                                 | 10                    | Balaton utca                     | 10                    | 15                    | 3A                                                                    | |                       |
| 12                                                 | 12                    | Berzsenyi Dániel u.              | 9                     | 14                    | 3A                                                                    | |                       |
| 15                                                 | 15                    | Babits Mihály u.                 | 6                     | 11                    |                                                                       | |                       |
| 16                                                 | 16                    | Szirma Ált. Iskola               | 5                     | 10                    |                                                                       | |                       |
| 17                                                 | 17                    | Mohostó utca                     | 4                     | 9                     |                                                                       | |                       |
| 19                                                 | 19                    | Berekkert                        | ∫                     | ∫                     |                                                                       | |                       |
| 20                                                 | 20                    | Kelet utca                       | ∫                     | ∫                     |                                                                       | |                       |
| ∫                                                  | ∫                     | Erkel Ferenc u                   | 2                     | 7                     |                                                                       | |                       |
| ∫                                                  | ∫                     | Bogáncs utca                     | 1                     | 6                     | 45                                                                    | |                       |
| 21                                                 | 21                    | Szirma vonalközi végállomás      | 0                     | 5                     | 45                                                                    | Szirma |                       |
| 21                                                 | 21                    | Szirma ÉMKK                      | ∫                     | ∫                     | 45                                                                    | |                       |
| 26                                                 | 26                    | Auchan Dél (Pesti út) végállomás | ∫                     | 0                     | 44, 45                                                                | Auchan áruház                                                                                                |                       |